# Frans Wilhelm Odelmark

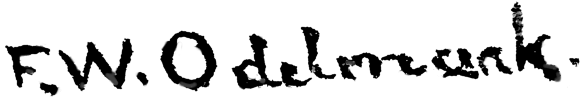

Frans Wilhelm Odelmark (Västervik, provincia de Kalmar, Suecia, 1849 - Estocolmo, 1937) fue un pintor realista sueco. Estudió en la Real Academia de Artes sueca. Viajó por Andalucía (España) donde plasmó sobre el lienzo representaciones de la Alhambra de Granada,  Egipto donde pintó diversas obras en las que supo representar con gran colorido el ambiente de la ciudad de El Cairo e Italia.

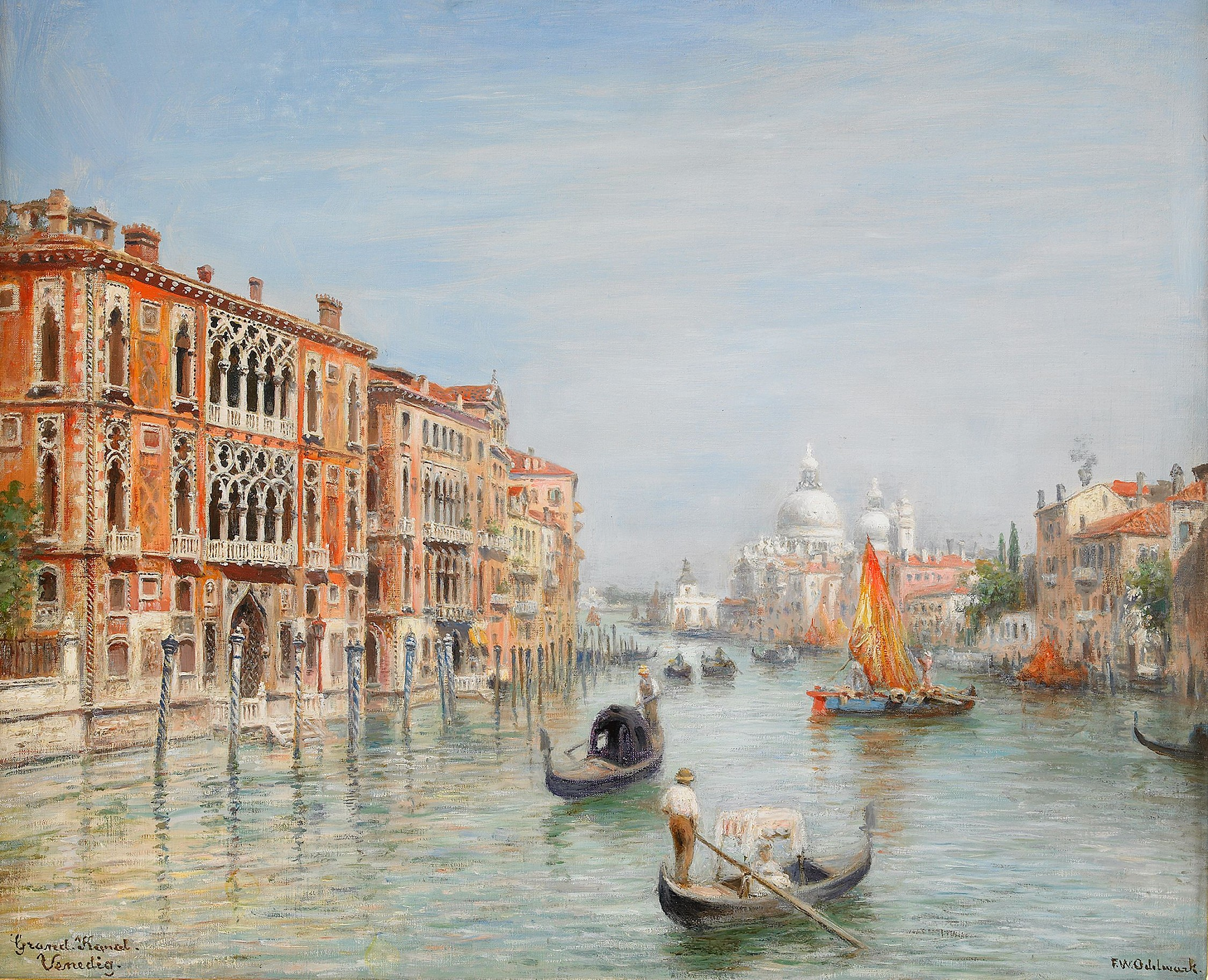
Venezia: El Gran Canal por Frans Wilhelm Odelmark